# Theodor Ubbelohde
Theodor Paul Philipp Ubbelohde (* 10. Juni 1805 in Hannover; † 22. August 1853 in  Kiel) war ein deutscher Verwaltungsjurist.

## Leben
Theodor Ubbelohde war Sohn des Regierungs- und Klosterrats Gabriel Wilhelm Ubbelohde († 1824) in Hannover. Er besuchte 1821 bis 1825 die Klosterschule Ilfeld. Ubbelohde studierte ab 1825 Rechtswissenschaften an der Universität Göttingen und wurde dort Mitglied des Corps Hannovera Göttingen. Nach Beendigung des Studiums 1827 wandte er sich dem Verwaltungsdienst des Königreichs Hannover zu und wurde Auditor im Amt Bilderlahe. Im gleichen Jahr wurde er auch Kanonikus des Stifts Ramelsloh. 1833 war Ubbelohde Assessor bei der Klosterkammer Hannover. 1835 wurde er Hilfsarbeiter im Innenministerium des Königreichs Hannover. Er stieg in Hannover 1835 zum Geheimen Kanzleisekretär und 1843 zum Finanzrat auf und wurde später zum (titularischen) Amtmann im Amt Alfeld (Leine) ernannt. Er erkrankte 1849 psychisch und starb 1853 in der Heil- und Pflegeanstalt Hornheim.